# GOLDEN TIME (RIP SLYMEのアルバム)
『GOLDEN TIME』（ゴールデン タイム）は、RIP SLYMEの9枚目のオリジナルアルバム。2013年12月4日にunBORDE（ワーナーミュージック・ジャパン）から発売された。

## 解説
前作『STAR』以降、各メンバーのソロ活動などを経て、オリジナルアルバムとしては約2年9か月ぶりのリリースとなる。バラエティに富んだエンタテインメントが繰り広げられるようなアルバムになれば良いと思い、「ゴールデンタイム」と言うタイトルになった。また、和製英語のような感じが、ヒップホップを日本でやっているRIP SLYMEのイメージにあうと思ったという。
アルバム発売後にクリスマスライブは行ったが、作品を引っ提げての全国ツアーは行われていない。なので、本アルバムの収録曲の一部はライブでの披露回数が他アルバムと比較して少ない。ただし、アルバム発売前に全国ツアー「DANCE FLOOR MASSIVE Ⅳ」を行っている。
初回限定盤は「RIP SLYME presents 真夏のWOW at STUDIO COAST」のライブDVD＋CDで、ジャケットがゴールドである。

## 収録曲

### CD
1. GOLDEN TIME (02:09)
Produced by DJ FUMIYA
(作詞：RYO-Z / 作曲：DJ FUMIYA)
2. FAKE (03:47)
Produced by DJ FUMIYA
(作詞：RYO-Z, ILMARI, PES, SU, KOSEN / 作曲：DJ FUMIYA)
3. SLY（Album version） (04:44)
Produced by DJ FUMIYA
(作詞：RYO-Z, ILMARI, PES, SU / 作曲：DJ FUMIYA)
  - 20thシングル。フジテレビ系水曜22時ドラマ『リーガルハイ』主題歌。
4. AH! YEAH! (03:53)
Produced by DJ FUMIYA
(作詞：RYO-Z, LMARI, PES, SU / 作曲：DJ FUMIYA)
5. ジャングルフィーバー (03:59)
Produced by DJ FUMIYA
(作詞：RYO-Z, LMARI, PES, SU / 作曲：DJ FUMIYA)
  - 19thシングル表題曲。
6. 気の置けない二人 (04:32)
Produced by DJ FUMIYA
(作詞：RYO-Z, LMARI, PES, SU / 作曲：DJ FUMIYA)
7. ROAD MAP (04:09)
Produced by DJ FUMIYA
(作詞：PES / 作曲：DJ FUMIYA)
  - 椎名琴音とSUのデュエット曲。
8. アプリオリ (03:35)
Produced by DJ FUMIYA & PES
(作詞：PES / 作曲：PES, DJ FUMIYA)
  - 宮原永海とILMARIのデュエット曲。
9. 恋のシンキングタイム (03:34)
Produced by DJ FUMIYA
(作詞：RYO-Z, ILMARI, PES, SU / 作曲：DJ FUMIYA)
10. 断捨離ズム (04:09)
Produced by DJ FUMIYA
(作詞：RYO-Z, SU / 作曲：DJ FUMIYA)
11. Run with… (04:21)
Produced by DJ FUMIYA
(作詞：RYO-Z, ILMARI, PES, SU / 作曲：DJ FUMIYA)
12. ロングバケーション (05:16)
Produced by DJ FUMIYA & PES
(作詞：RYO-Z, ILMARI, PES, SU / 作曲：PES, DJ FUMIYA)
  - 18thシングル表題曲。
13. Butterfly Effect (04:53)
Produced by DJ FUMIYA
(作詞：RYO-Z, PES, SU / 作曲：DJ FUMIYA)

### 初回限定盤DVD
- 同年7月に開催された自身初主催となるサマーフェスティバル「RIP SLYME presents 真夏のWOW at STUDIO COAST」からのライブ映像と、アトラクション・シーンなどを収録。

1. Watch out!
2. STEPPER’S DELIGHT
3. 真夏のWOW
4. 太陽とビキニ
5. ロングバケーション
6. Good Day (adidas original remix by DJ FUMIYA)
7. JOINT
8. Behind the Scene (オフショット、インタビュー等)